# Veelerveen
Veelerveen is een lintdorp in de Groningse gemeente Westerwolde met 575 inwoners in 2023. Het dorp is een van de jongste veenkoloniën in Oost-Groningen.

## Geschiedenis
In 1874 werden de eerste huizen gebouwd, gevolgd door huizen langs de Oude Veendijk in 1876.
De nederzetting groeide sterk toen de Vereniging ter bevordering van de kanalisatie van Westerwolde het B.L. Tijdenskanaal (1912), het Ruiten-Aa-kanaal (1920) en het Mussel-Aa-kanaal (1916) had laten graven. Veelerveen ontstond precies op de plek waar deze kanalen samenkomen. De voltooiing van deze kanalen droeg bij aan de economische ontwikkeling van Westerwolde. De kanalen hadden ook een belangrijke functie als scheepvaartverbinding en leidden in 1913 ook tot de vestiging van de aardappelmeelfabriek 'Westerwolde' in Veelerveen. 
In 1916 werden een serie landarbeiderswoningen aan het Nienoordstreekje gebouwd, die in 1958 weer werden afgebroken. In 1922 werden aan de Verbindingsweg een aantal modellandarbeiderswoningen gebouwd naar ontwerp van architect Granpré Molière.  

Na de vervening (afgerond in de jaren 1950) werd het dorp grotendeels agrarisch.

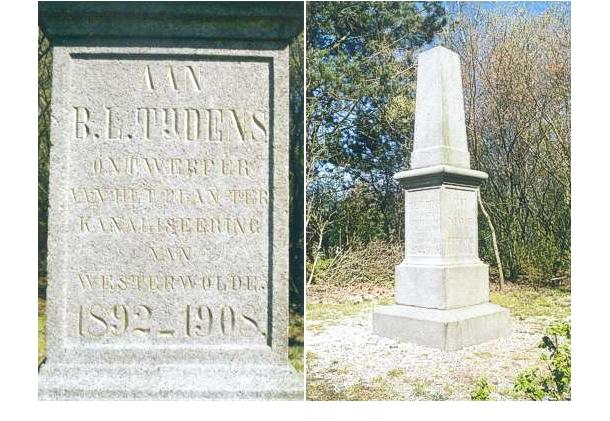

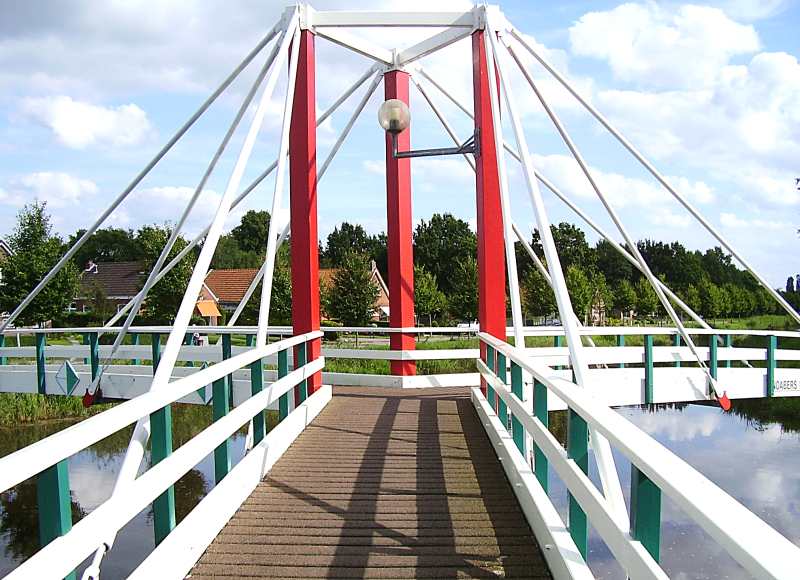
Noabers badde of Mercedesbrug

De kanalen werden in de periode na de Tweede Wereldoorlog gesloten voor de scheepvaart en kregen alleen een functie voor de waterhuishouding van Westerwolde. Door de schaalvergroting en concentratie kwam de aardappelmeelfabriek in 1956 in handen van Avebe, die de fabriek in 1964 sloot. De bijbehorende vloeivelden werden vervolgens weer omgezet naar akkerbouwgrond.
In de laatste decennia van de 20e eeuw werd gepoogd de streek voor het toerisme te ontwikkelen. Dit resulteerde in het openstellen van het Ruiten Aa kanaal en B.L. Tijdenskanaal voor de pleziervaart en het Mussel Aa Kanaal voor de kanovaart. Ook werd er een fietspaden aangelegd in de buurt van Veelerveen richting Loosterveen en langs het Mussel Aa Kanaal richting Veele. Op de kanaalkruising ligt een brug met drie armen, Noabers Badde of Mercedesbrug, waarover alle drie de oevers te bereiken zijn.

## Voorzieningen
In Veelerveen staat een multifunctioneel gebouw waar drie voorzieningen in onder zijn gebracht te weten: dorpshuis Noabershoes, een aula en een gymzaal waar ook een keer per jaar een toneelstuk wordt opgevoerd. Vroeger was in dit gebouw ook een basisschool aanwezig, maar deze moest vanwege leerlingentekort in 2012 fuseren met basisschool de Vrieske honk in Vriescheloo.
Sportschool de Wenakker is gevestigd in het oude dorpshuis.
In de dorpskerk werden door de evangelisatie van de Nederlands-hervormde gemeente van Vlagtwedde tot 2005 diensten gehouden. Daarna deed het gebouw een tijd dienst als tapasbar. Tegenwoordig heeft het nog steeds een horecafunctie.
In het dorp is ook een opvangcentrum van christelijke signatuur voor verslaafde mannen vanaf 18 jaar: De Spetse hoeve. Dit centrum is onderdeel van de stichting Teen Challenge.
Bij de sluis ten noorden van Veelerveen ligt de korenmolen Nieman's Meuln, een stellingmolen uit 1916. Aan de Verbindingsweg staan arbeiderswoningen ontworpen door architect M.J. Granpré Molière.
De begrafenisvereniging te Veelerveen is opgericht in 1903 met als doel de Veelerveensters op een waardige manier ten grave te dragen. In die tijd was het de gewoonte dat als er iemand overleed, de buren van de overledene hem ten grave droegen. Alle 12 gezinnen in Veelerveen kenden deze burenplicht. Om die reden zou er een begrafenisvereniging zijn opgericht.